# Château Spitzer
Le château Spitzer (en serbe cyrillique : Дворац породице Шпицер у Беочину ; en serbe latin : Dvorac porodice Špicer u Beočinu) est situé à Beočin, dans la province de Voïvodine et dans le district de Bačka méridionale, en Serbie. Il est inscrit sur la liste des monuments culturels protégés de la république de Serbie (identifiant no SK 2073).

## Présentation

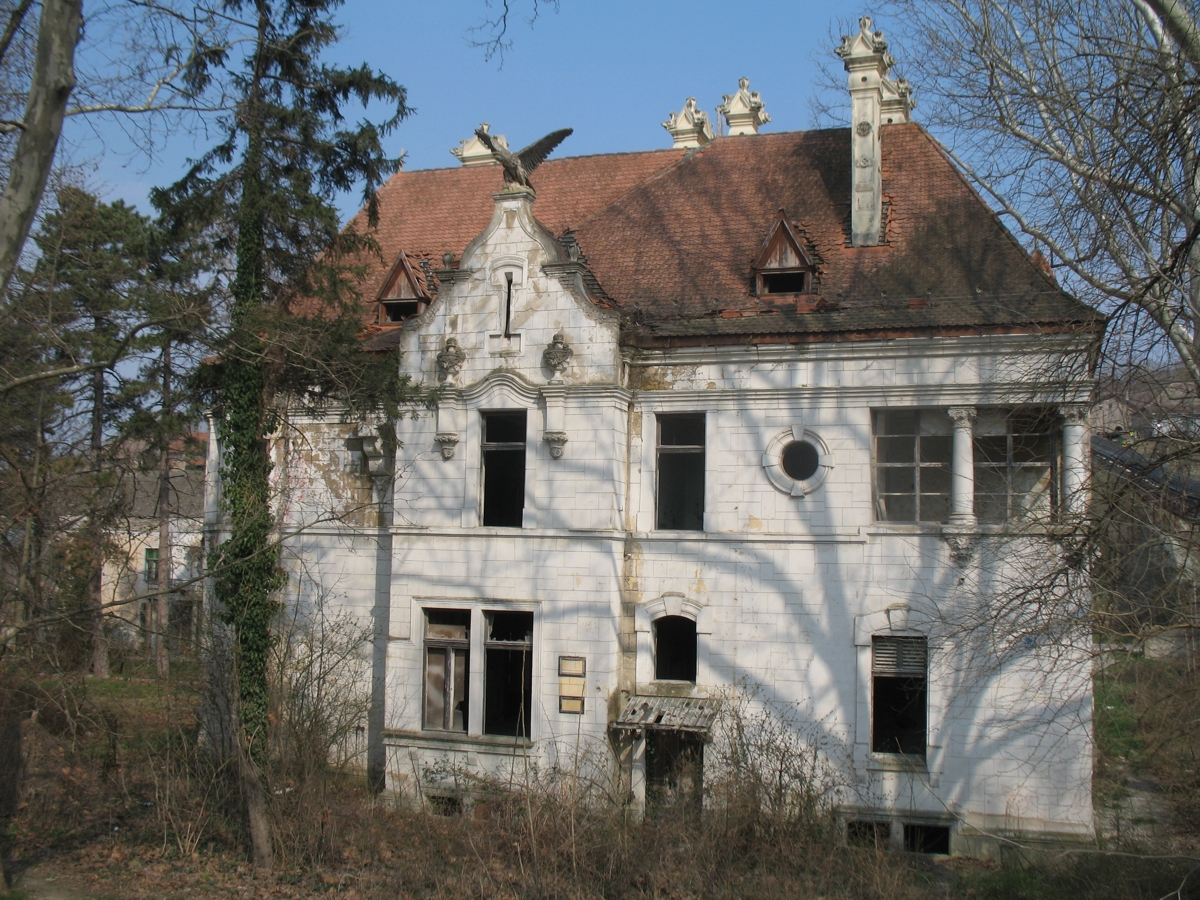
La façade ouest

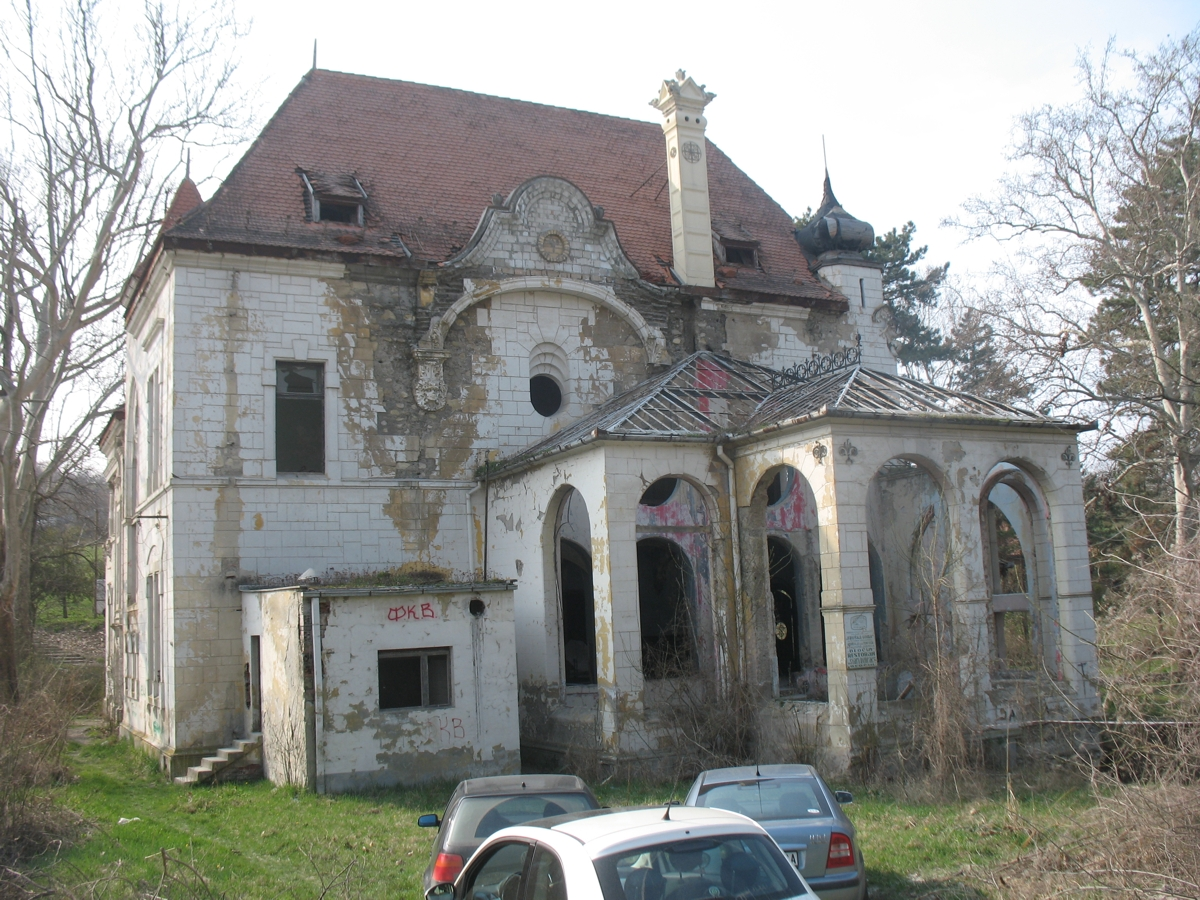
La façade est

Le château a été construit en 1890-1892 pour Eduard (Ede) Spitzer, originaire d'une famille allemande, qui était l'un des actionnaires principaux de la cimenterie de Beočin. Il a été conçu dans un style éclectique par l'architecte Imre Steindl, dont l'œuvre la plus connue est le bâtiment du Parlement hongrois à Budapest ; il mêle ainsi les styles roman, gothique, Renaissance et baroque, avec des éléments empruntés à l'Art nouveau.
L'intérieur du château est inspiré par la Sécession hongroise. La partie la plus remarquable de l'édifice est le grand hall central.

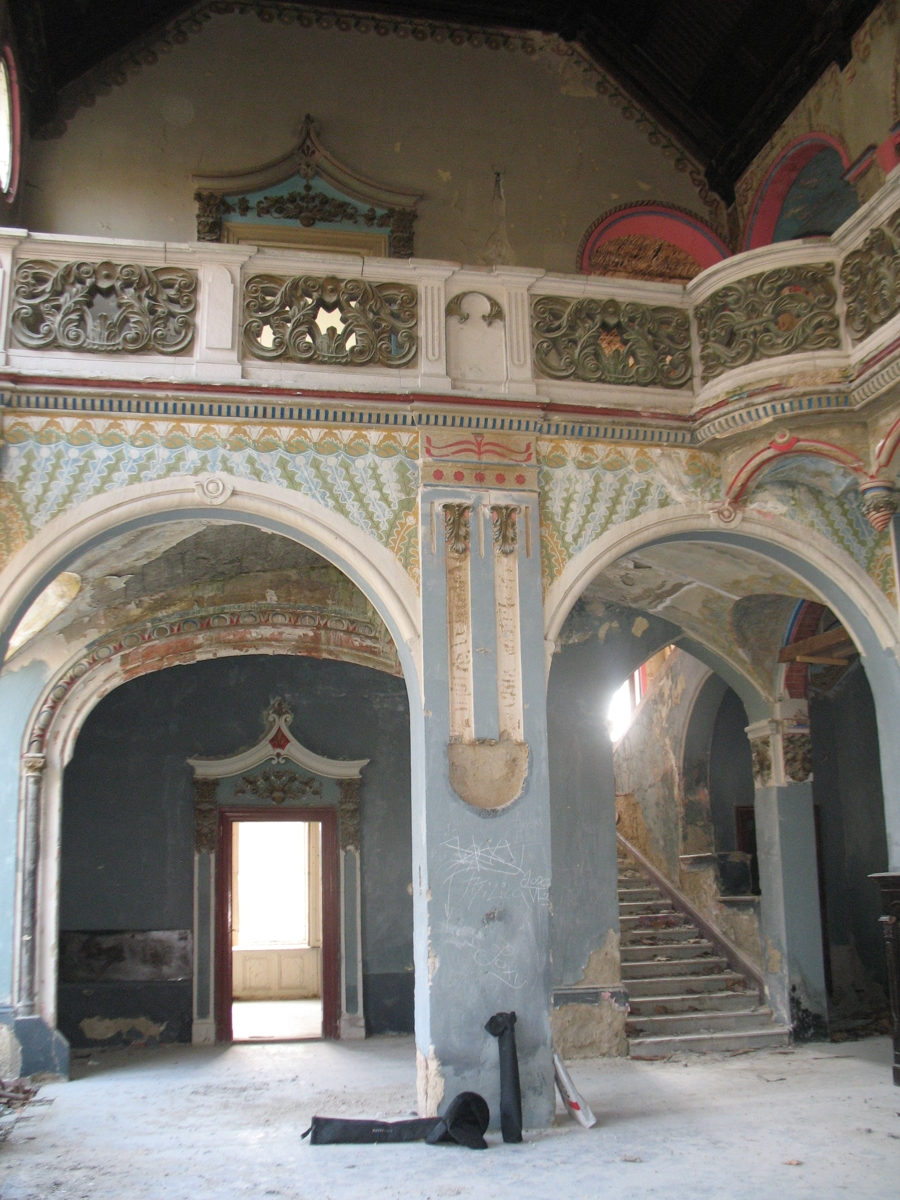
Le grand hall central
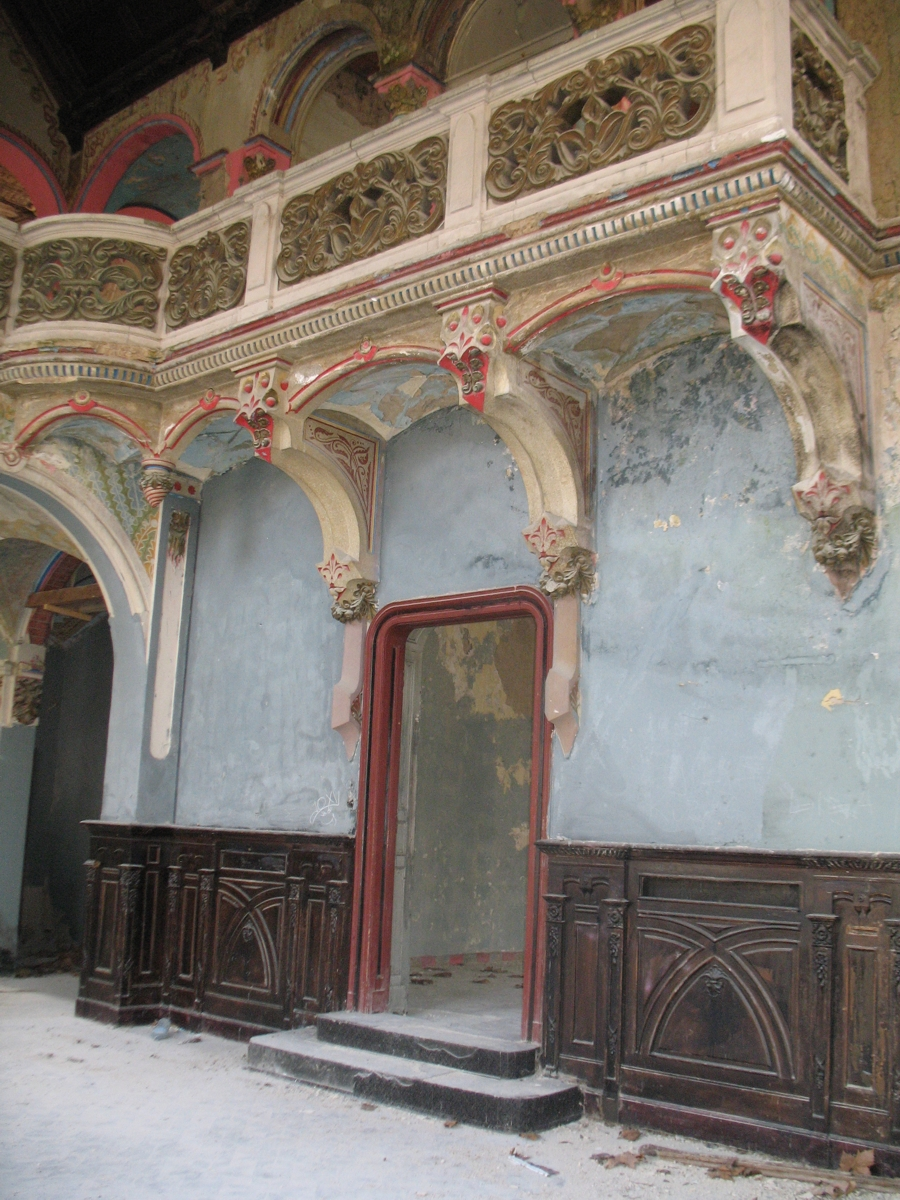
Autre vue du hall
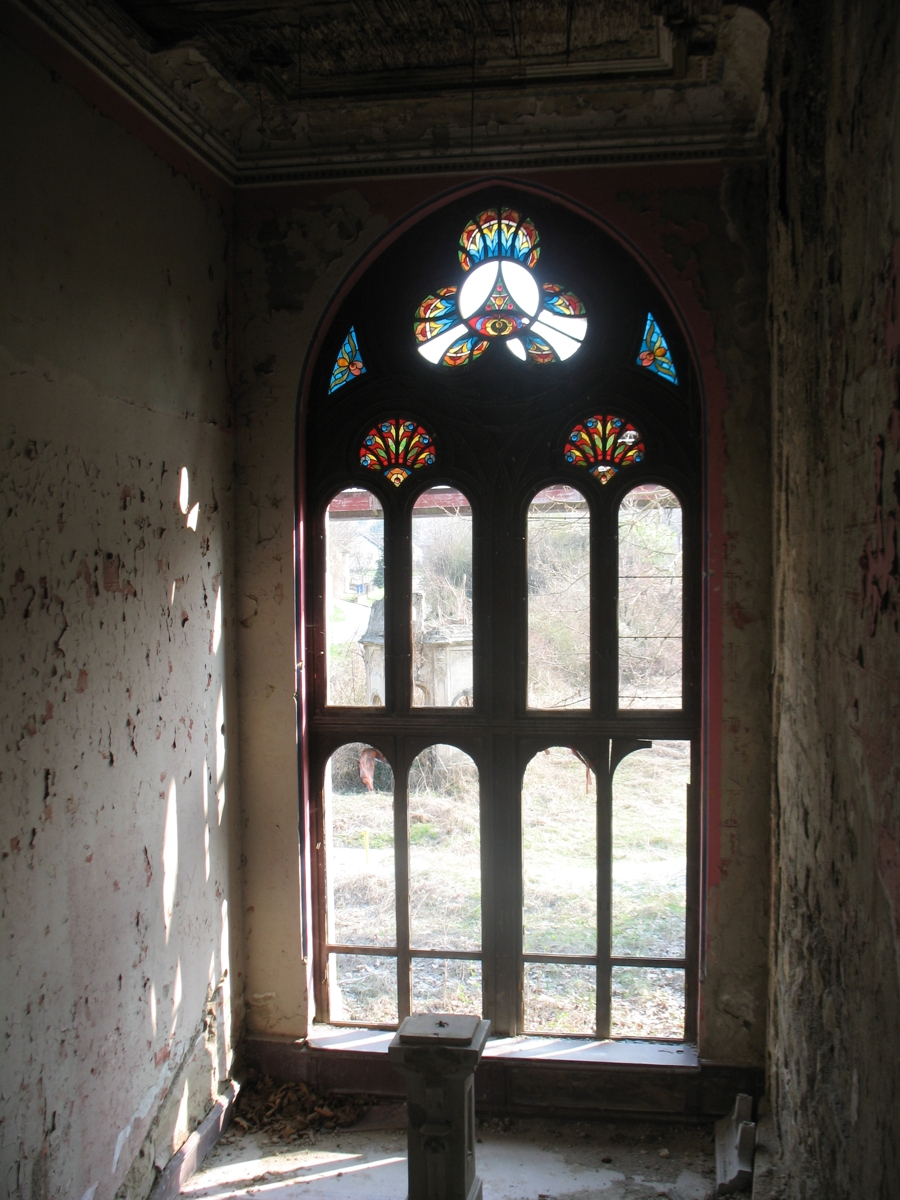
Grande fenêtre au-dessus de l'escalier central

Avant la Seconde Guerre mondiale, la famille Spitzer a quitté Beočin. Le château a servi à divers usages avant d'être laissé à l'abandon ; il est aujourd'hui en mauvais état.